# Crête de la Forclaz
Pour les articles homonymes, voir La Forclaz.
La crête de la Forclaz, en allemand Furggrat, est un sommet dans les Alpes pennines, situé sur la frontière italo-suisse, entre le canton du Valais et la Vallée d'Aoste.

## Situation
La crête de la Forclaz se situe entre le Cervin et la tête du Breuil.